# Sardinella tawilis
Sardinella tawilis és una espècie de peix de la família dels clupeids i l'única del seu gènere que viu en aigua dolça.

## Morfologia
- Els mascles poden assolir 12 cm de llargària total.
- Nombre de vèrtebres: 39-42.[2][3]

## Hàbitat
És un peix d'aigua dolça, pelàgic i de clima tropical (18°N-14°N).

## Distribució geogràfica
Es troba a Àsia: és una espècie de peix endèmica del llac Taal (Luzon, Filipines).

## Vàlua comercial
Es comercialitza fresc o assecat.

## Estat de conservació
És una espècie amenaçada per la sobrepesca.